# Eleccions legislatives malteses de 1951
Les Eleccions legislatives malteses de 1951 es van celebrar el 1951. Va guanyar el Partit Nacionalista, i el seu cap George Borg Olivier fou nomenat primer ministre amb suport puntual d'altres partits.

## Resultats
Resum dels resultats electorals de 1951 a la Cambra de Diputats de Malta
|                                                                                         | Partit Nacionalista Partit Nazzjonalista | 39.946  | 35    | 15 | - |
|                                                                                         | Partit Laborista Partit Laburista        | 40.208  | 36    | 14 | - |
|                                                                                         | Partit dels Treballadors Maltesos        | 21.158  | 19    | 7  | - |
|                                                                                         | Partit Progressista Constitucional       | 9.150   | 8     | 4  | - |
|                                                                                         | Independents                             | 2.163   | 2     | -  | - |
|                                                                                         | Total (participació 74,6%)               | 112.625 | 100.0 | 40 |   |
| Font: «Malta Elections». Arxivat de l'original el 2005-12-31. [Consulta: 16 juny 2009]. |                                          |         |       |    |   |